# Tianjin Black Sails
I Tianjin Black Sails sono una squadra di football americano di Tientsin, in Cina.

## Dettaglio stagioni

### Tornei nazionali

#### Campionato

##### CBL
| Stagione | regular season | regular season | regular season | regular season | regular season | regular season | playoff | playoff | playoff | playoff | playoff | playoff   | playoff    |
|          | Vin            | Par            | Per            | Tot            | PF             | PS             | Vin     | Per     | Tot     | PF      | PS      | risultato | avversaria |
| -------- | -------------- | -------------- | -------------- | -------------- | -------------- | -------------- | ------- | ------- | ------- | ------- | ------- | --------- | ---------- |
| 2016     | 2              | 0              | 1              | 3              | 56             | 44             | -       | -       | -       | -       | -       | -         | -          |
| 2017     | 4              | 0              | 1              | 5              | 66             | 47             | -       | -       | -       | -       | -       | -         | -          |
| 2018     | 3              | 0              | 3              | 6              | 123            | 65             | -       | -       | -       | -       | -       | -         | -          |
| 2019     | 3              | 0              | 4              | 7              | 119            | 118            | -       | -       | -       | -       | -       | -         | -          |
| Totale   | 12             | 0              | 9              | 21             | 364            | 274            | -       | -       | -       | -       | -       |           |            |

Fonti: Enciclopedia del Football - A cura di Roberto Mezzetti